# 1913年大西洋飓风季
1913年大西洋飓风季是连续第三个在六月前就至少发展出一个热带气旋的大西洋飓风季，不过当时“大西洋飓风季”尚未正式定义，现今则是以每年6月1日正式开始，同年11月30日结束。全季第一个热带低气压于5月5日形成，最后一个天气系统于10月30日转变成温带气旋。8月30日至9月4日，本季第七和第八个热带气旋同时存在。
全季十个热带气旋中有六个成为热带风暴，四个增强成飓风，但都没有达到大型飓风标准，即都没有达到现代萨菲尔-辛普森飓风等级下的三级飓风强度，是1900年后第六个没有大型飓风的大西洋飓风季。本季最强飓风的最高风速为每小时140公里，只达一级飓风标准，但在北卡罗莱纳州导致五人死亡，损失数额至少有400万美元。全季首场飓风也在德克萨斯州夺走一条人命，第五号飓风则在南卡罗莱纳州造成价值至少75000美元的破坏。
这年飓风季的低迷活跃程度还经累积气旋能量指数反映出来，数值仅36。大致来说，气旋能量指数通过飓风强度和持续时间计算，强度越高、持续时间越长的风暴，其指数也相应越高。只有在热带天气系统风速达到或超过每小时63公里（34节）或热带风暴强度时才会计算该指数，并纳入全面的气象公告，并且亚热带气旋的指数不会计入累积数值。

## 风暴

### 第一号飓风
据天气图和船只观测数据显示，协调世界时6月21日早上6点左右，加勒比海西南部发展出热带低气压。气旋向西北偏北移动，前进速度加快并于次日增强成热带风暴。6月23日清晨，气旋以持续风速每小时65公里强度从洪都拉斯和尼加拉瓜边境附近登陆。此后风暴继续向西北偏北移动，强度小幅波动，于6月25日晚以风力时速75公里强度从金塔纳罗奥州坎昆附近登陆。气旋短暂行经尤卡坦半岛，然后进入墨西哥湾并朝西北偏西前进。6月27日清晨，风暴达到一级飓风标准并达到风力时速120公里的最高强度。接下来气旋蜿蜒向西北移动，于6月28日凌晨1点左右以最高强度登陆德克萨斯州帕德雷岛。进入陆地上空后，风暴迅速减弱，不到24小时后就在巴尔韦德县上空消散。
飓风对中美洲和墨西哥的影响缺乏记载。德克萨斯州南部部分地区降下暴雨，蒙特尔（Montell）仅约19小时就降下520毫米雨量，尤瓦尔迪也在约17小时里降下220毫米雨量。暴雨引发的洪灾对低地、房屋和仓库构成相当严重的破坏。此外，电报和电话服务中断数天之久，多条街道被淹，交通也因此中断。蒙特尔有一人溺毙。帕德雷岛中部测得时速160公里的狂风，加尔维斯敦的风暴潮高达3.9米。

### 第二号热带风暴
8月14日，一片低气压区同基本保持静止的锋区分离，并在百慕大西南偏西约300公里洋面发展成热带低气压。气旋快速向东北移动，于8月15日增强成热带风暴，之后又达到最大持续风速每小时75公里的最高强度。到了8月16日，气旋已在新斯科舍塞布尔岛东南方向约470公里洋面转变成温带气旋，风暴残留很快就被锋区吸收。

### 第三号热带风暴
天气图及船只观测数据显示，非洲西岸近海于8月26日形成热带低气压。次日清晨，气旋增强成热带风暴，然后向西行进数天，对小安的列斯群岛构成威胁，但又在9月3日转向西北偏北。风暴回转东北，于9月7日开始向东移动。次日早上，气旋达到风力时速110公里的最高强度，仅略低于飓风标准。风暴此后数天向北面和西北方向前进，于9月12日中午12点左右在纽芬兰与拉布拉多开普雷斯（Cape Race）东南方向约470公里海域转变成温带气旋。

### 第四号飓风
8月30日中午12点，百慕大和巴哈马之间的中途海域附近发展出热带风暴。气旋缓慢向西北偏北逼近美国东岸，到9月1日已增强成一级飓风。风暴之后转向西北，于9月3日清晨在北卡罗莱纳州近海达到风力时速140公里、最低气压976毫巴（百帕，28.8英寸汞柱）的最高强度，成为本季最强风暴，再于数小时后以最高强度从北卡罗莱纳州了望角（Cape Lookout）附近登陆。进入陆地上空后不久，飓风强度回落至热带风暴标准，到9月4日已消退成热带低气压，最终在乔治亚州东北部上空逐渐消散。
北卡罗莱纳州的哈特拉斯（Hatteras）风速达到每小时119公里，对农作物构成重创，并以帕姆利科湾（Pamlico Sound）附近灾情特别严重。该州克雷文县纽伯恩（Newbern）和博福特县的华盛顿（Washington）附近经济损失最为惨重，两地都有大型铁路桥梁和许多小型桥梁被洪水卷走，其中华盛顿因强烈东北风和东南风的影响导致河流水位比之前的最高水位还高三米之多，大量低洼地区的街道被淹。报导中称这是韦恩县戈尔兹伯勒（Goldsboro）历史上破坏最严重的热带气旋。皮特县的法姆维尔（Farmville）有座仓库倒塌，导致两人丧生，该州另有三人遇难。北卡罗莱纳州各地有许多电话和电报线路受损，弗吉尼亚州乡村地区也有同类情况。纽波特纽斯、欧申维尤（Ocean View）和老安乐角（Old Point）都有小型房屋失去屋顶。整场飓风一共导致五人死亡，经济损失约为400至500万美元。

### 第五号飓风
10月2日，有温带气旋在罗德岛州近海成型并朝东南方向移动，之后转向西南，于10月6日在百慕大西北方向约525公里洋面转变成热带风暴。风暴继续向西南移动，逐渐逼近美国东南部，到10月7日已蜿蜒西进并开始强化。10月8日早上6点，气旋增强成一级飓风，然后又达到风力时速120公里、最低气压989毫巴（百帕，29.2英寸汞柱）的最高强度，再于约八小时后从南卡罗莱纳州麦克勒安威尔附近登陆。10月8日晚，飓风强度回落至热带风暴标准，再于10月9日进一步弱化成热带低气压。次日清晨，风暴转变成温带气旋，之后不久就被北卡罗莱纳州上空的强劲冷锋吸收。
虽然风暴是以飓风强度登陆，但南卡罗莱纳州测得的最高风速只达到每小时60公里。乔治敦铁路和照明公司（The Georgetown Railway and Light Company）及家用电话公司（Home Telephone Company）遭受的打击最为严重。乔治敦各地都有电线杆倒塌，供电、通讯线路普遍中断，许多栅栏倒塌，树枝断裂。南卡罗莱纳海岸沿线降下暴雨，最高降雨量达124毫米。降水导致庄稼轻度受损，损失数额约为75000美元。

### 第六号飓风
10月28日凌晨0点，距墨西哥金塔纳罗奥州东南海岸约97公里的西北加勒比海发展出本季最后一场热带风暴。气旋向东北偏北移动，仅成为热带风暴24小时后就强化成飓风，并在几乎同一时间达到最大持续风速每小时120公里的最高强度。10月29日早上6点左右，气旋以最高强度从古巴圣安东尼奥角（Cape San Antonio）登陆。在古巴上空行进约六小时后，飓风弱化成热带风暴，再在今玛雅贝克省上空转变成温带气旋，不久后就被锋面天气系统吸收。

### 其他风暴
除上述六个达到热带风暴强度的天气系统外，本季还发展出另外四个热带低气压，其中第一个于5月5日在百慕大东北方向海域形成，1913年大西洋飓风季至此成为连续第三个在六月前就有热带气旋形成的大西洋飓风季。5月7日，热带低气压由锋面天气系统吸收。6月13日，另一个热带低气压在坎佩切湾成型，然后缓慢北上，后又转向西进，于6月16日从德克萨斯州南部登陆，再于次日消散。7月20日，亚速尔群岛附近形成热带低气压，经过四天再被锋区吸收。8月4日，塔拉赫西以南的墨西哥湾东北部发展出热带低气压。气旋在接下来几天里向西南移动，最终在8月7日消散。